# Siphonochilus kilimanensis
Siphonochilus kilimanensis är en enhjärtbladig växtart som först beskrevs av François Gagnepain, och fick sitt nu gällande namn av Brian Laurence Burtt. Siphonochilus kilimanensis ingår i släktet Siphonochilus och familjen Zingiberaceae. Inga underarter finns listade i Catalogue of Life.